# 清道鳳岐里三層石塔

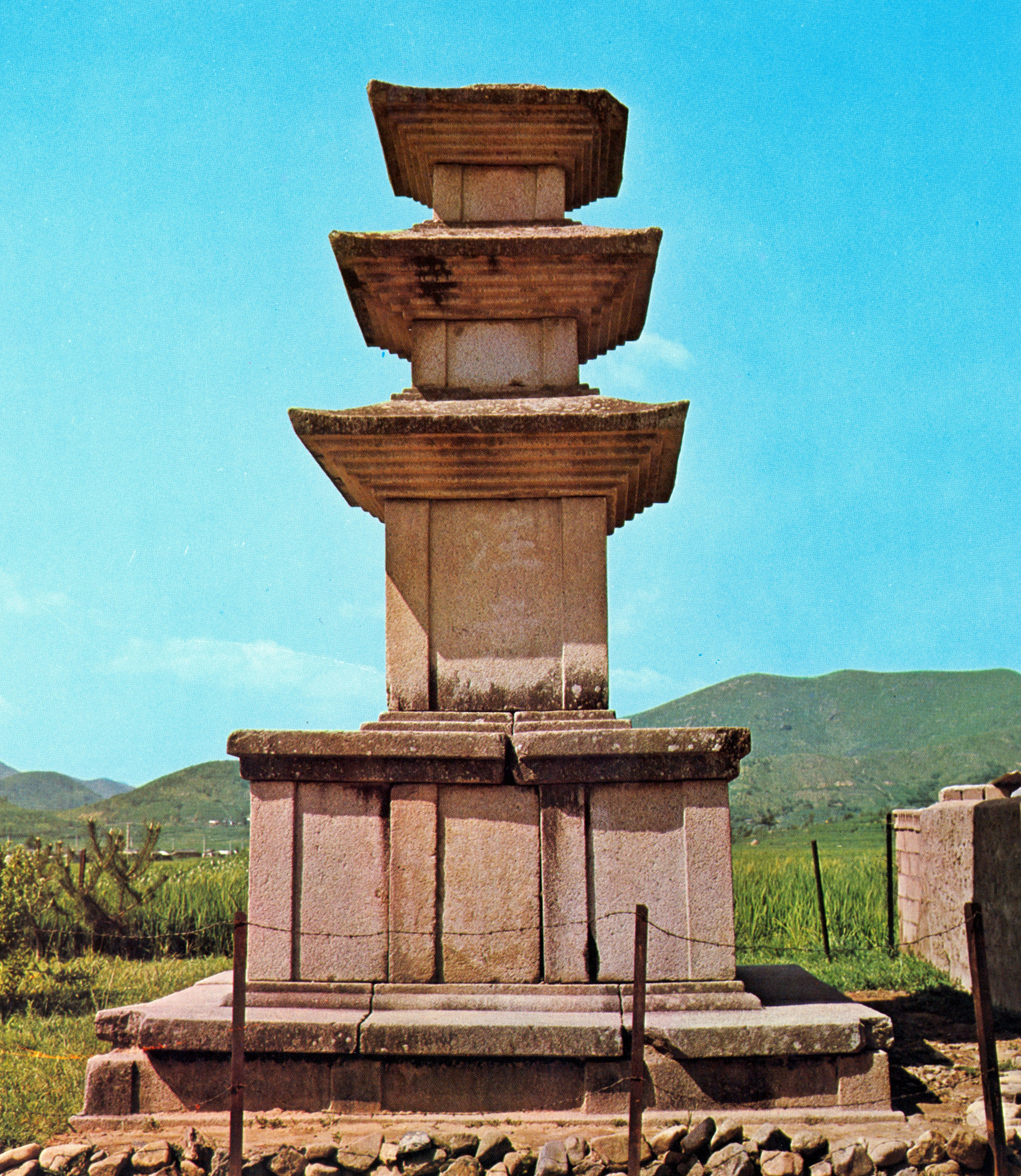
淸道鳳岐里三層石塔

淸道鳳岐里三層石塔（韓語：청도 봉기리 삼층석탑），位於慶尚北道清道郡豐角面鳳岐里，為南北國時代新羅時期的三層石塔，1963年1月 21日被定為大韓民國寶物第113號。

## 概要
這座石塔在兩段的基壇上立了三層的塔身。底層和下層基壇是由一塊石板八塊石材所組成。上、下層基壇各面的周圍都刻有柱子的形狀，內部有兩個中央支柱。上方所覆蓋的大石也由八塊石頭所組成。塔身是由一個主體石塊和屋頂石所組成，第一層的主體石的高度過高，反而在第二層開始大幅的縮短，比例上看起來比較好看。 屋頂石薄而寛，其下方底座共有五段，屋簷水平視覺上看起來顯得非常的輕快。由石塔基壇上、下層各兩個中柱雕刻的樣式與早期石塔的型式對照做判斷，估計這座石塔應該是統一新羅時代八世紀的中葉作品。